# Carlo Clemens
Carlo Clemens (* 3. September 1989 in Bamberg) ist Landespolitiker der Alternative für Deutschland und war von 2021 bis 2022 Bundesvorsitzender der Jungen Alternative für Deutschland (JA), der Jugendorganisation der AfD und von 2022 bis 2024 Beisitzer im Bundesvorstand der AfD. Er ist seit 2022 Abgeordneter im Landtag von Nordrhein-Westfalen.

## Leben und beruflicher Werdegang
Clemens’ Mutter stammt von den Philippinen. Clemens wuchs in Offenbach auf, schloss die Schule 2006 zunächst mit der Mittleren Reife ab und erlangte 2009 dann in Offenbach das Abitur. Nach einem Freiwilligen Sozialen Jahr im Bereich der Schulsozialarbeit in Frankfurt am Main begann Clemens 2010 ein Lehramtsstudium der Fächer Deutsch und Geschichte an der Universität zu Köln, mit einem Auslandsaufenthalt an der Université Paris 1 Panthéon-Sorbonne im Jahr 2014. Das Studium beendete er mit dem ersten Staatsexamen. Von 2018 bis 2022 war er danach als wissenschaftlicher Mitarbeiter tätig. Zusätzlich ist Clemens seit 2008 als freier Journalist unter anderem für die Junge Freiheit, die Preußische Allgemeine Zeitung sowie die Blaue Narzisse tätig.
Clemens wohnt in Bergisch Gladbach, ist verheiratet und zweifacher Vater.

## Politik
Clemens trat im Herbst 2013 in die AfD ein. Im Jahr 2013 und von 2015 bis 2017 war er Mitglied des Kreisvorstands des AfD-Kreisverbands Köln. Clemens gehörte von 2020 bis 2022 dem Stadtrat von Bergisch Gladbach an und gab sein Ratsmandat nach seiner Wahl in den Landtag ab. Im Stadtrat ist er weiterhin als sachkundiger Bürger im Stadtentwicklungs- und Planungsausschuss tätig.
Von 2017 bis 2021 war er Landesvorsitzender der Jungen Alternative Nordrhein-Westfalen. Am 18. April 2021 wurde er Vorsitzender der Jungen Alternative für Deutschland. Er war als einer von zwei gleichberechtigten Vorsitzenden gemeinsam mit Marvin Neumann gewählt worden. Bis Mai 2022 war Clemens wissenschaftlicher Mitarbeiter des AfD-Bundestagsabgeordneten Jochen Haug.
Im Oktober 2022 trat Clemens nicht erneut für das Amt des Bundesvorsitzenden für die Junge Alternative an und wurde in dieser Position von Hannes Gnauck abgelöst. Von 2022 bis 2024 war er Beisitzer im Bundesvorstand der AfD.
Bei der Landtagswahl in Nordrhein-Westfalen am 15. Mai 2022 stand Clemens als Direktkandidat der AfD im Landtagswahlkreis Rheinisch-Bergischer Kreis II und auf Platz 8 der AfD-Landesliste. Er zog über die Landesliste in den Landtag ein. Dort ist er Sprecher der AfD-Fraktion im Ausschuss für Schule und Bildung sowie im Ausschuss für Bauen, Wohnen und Digitalisierung. Clemens ist zudem ordentliches Mitglied im Unterausschuss Landesbetriebe und Sondervermögen des Haushalts- und Finanzausschusses sowie stellvertretendes Mitglied im Ausschuss für Familie, Kinder und Jugend.